# Lęk wolnopłynący
Lęk wolnopłynący (ang. free-floating anxiety) – patologiczna forma lęku, charakteryzująca się uporczywością oraz tym, że nie wiąże się on z żadnym określonym czynnikiem, ani też nie ogranicza się do jednego określonego źródła. Jednocześnie cechuje się on nieadekwatnie wygórowanym nasileniem – nieodpowiadającym rzeczywistym zagrożeniom, czym odróżnia się od zwykłych obaw. Lęk wolnopłynący stanowi osiowy objaw uogólnionych zaburzeń lękowych.
Lęk wolnopłynący znajduje swoje ujście w wielu różnych – zależnych od kontekstu kulturowego oraz etapu życia – obawach pacjentów. U osób dorosłych lęk wolnopłynący często przejawia się obawami o sprawy codzienne np. o obowiązki zawodowe i związaną z nimi odpowiedzialnością, o możliwości pogorszenia się stanu zdrowia własnego lub bliskich, w tym o możliwe wypadki, potencjalne problemy finansowe, groźbę bankructwa, możliwe niepowodzenia życiowe, swoją punktualność, a nawet pomniejsze obowiązki domowe. U dzieci lęk wolnopłynący manifestuje się pod postacią obaw o to, czy wystarczająco dobrze poradzą sobie w różnych dziedzinach życia, w tym w szkole lub w relacjach z rówieśnikami.
Uwaga chorych jest przesadnie skoncentrowana wokół antycypowanych nieszczęść i potencjalnych zagrożeń. W konsekwencji, napotykają oni trudności z opanowaniem narzucających się im obaw, co wiąże się z problemami w wykonywaniu różnych czynności podczas codziennego funkcjonowania, co pomaga odróżnić lęk wolnopłynący od niepatologicznych obaw.
Częstymi objawami, wiążącymi się z lękiem wolnopłynącym, są trudności z koncentracją uwagi, niepokój psychoruchowy, niemożność spokojnego siedzenia w jednym miejscu, niemożność odprężenia się, skłonność do szybkiego męczenia się, napięciowe bóle głowy, bóle mięśniowe, drażliwość, suchość w ustach, drżenie ciała, wzmożone napięcie mięśniowe, wzmożona potliwość, zawroty głowy, przyśpieszone bicie serca, uczucie ucisku w nadbrzuszu. Obecność wymienionych objawów pozwala zwykle odróżnić lęk wolnopłynący od niepatologicznych postaci niepokoju.